# Dirka po Sloveniji 1993
Dirka po Sloveniji 1993 je bila prva izvedba Dirke po Sloveniji. To je bila amaterska mednarodna etapna dirka, ki je potekala od 3. do 9. maja 1993. Skupna dolžina dirke je znašala 905,5 km in je bila sestavljena iz 7 etap in prologa, začela in končala pa se je v Novem mestu.
Premierno dirko je zmagal Boris Premužič, pred Srečkom Glivarjem in Gorazdom Štangljem. 
Boštjan Mervar je bil najboljši po točkah (bela) in na letečih ciljih (zelena), na gorskih ciljih Gianluca Pianegonda (modra), najboljši mladi kolesar Gorazd Štangelj (pikčasta) in ekipno Slovenija 1.
Izjemoma in edinkrat v zgodovini dirke so podelili tudi roza majico za najboljšega Slovenca.
Skupni nagradni sklad je znašal 40.000 nemških mark, zmagovalec pa je dobil avto Škoda Favorit v vrednost 17,000 mark. Že drugi v skupni razvrstitvi je prejel le 1,000 mark, zmaga na posamični etapi je bila vredna 400 mark. Zmagovalci letečih in gorskih ciljev pa so dobili po 30 mark. Skupni zmagovalci majic, teh je bilo skupaj kar šest, so prejeli za vsako majico po 500 mark.

## Ekipe
Dirko je začelo 92 kolesarjev iz 16 ekip, od tega jo je končalo 56 kolesarjev. 
Slovenski kolesarji so bili uvrščeni v 3 ekipe. Direktor ekipe Slovenije 1 je bil Franc Hvasti in trener Gorazd Penko, Slovenije 2 Zvone Zanoškar in Kamen Stančev. V prvi in drugi selekciji so bili zbrani vsi »slovenski najboljši kolesarji«, tretja selekcijo so sestavili iz moštev Krke in Celja pod skupnim sponzorskim imenom Krka-Petrol. V prvi ediciji so bili favoriti za končno zmago Slovenci. Med glavne favorite je štel Premužič, Štangelj in Glivar, v širši krog pa Rovšček. 

### Amaterski klubi
- U. C. Trevigiani
- MTV La Campana
- Perspective
- RSV Oseh. Ali
- Breda Holl

### Državne reprezentance
- Slovenija 1
- Slovenija 2
- Krka - Petrol (Slovenija 3)
- Albanija
- Združene države Amerike
- Slovaška
- Hrvaška
- Avstrija
- Češka
- Poljska
- Bolgarija

## Trasa in etape
| Etapa  | Datum  | Trasa                             | Dolžina  | Disciplina | Disciplina        | Zmagovalec           |          |
| ------ | ------ | --------------------------------- | -------- | ---------- | ----------------- | -------------------- | -------- |
| 0      | 3. maj | Novo mesto                        | 5 km     |            | prolog            | Gorazd Štangelj      |          |
| 1      | 4. maj | Otočec – Celje                    | 189 km   |            | razgibana etapa   | Robert Pintarič      |          |
| 2      | 5. maj | Rogaška Slatina – Ptuj            | 117 km   |            | ravninska etapa   | Boštjan Mervar       |          |
| 3      | 6. maj | Krško                             | 46,2 km  |            | ekipni kronometer | Slovenija 1          |          |
| 4      | 6. maj | Čateške toplice – Čateške toplice | 80,3 km  |            | ravninska etapa   | Robert Sienders      |          |
| 5      | 7. maj | Otočec – Ljubljana                | 166 km   |            | razgibana etapa   | Mirko Crepaldi       |          |
| 6      | 8. maj | Ajdovščina – Kranjska Gora        | 142 km   |            | gorska etapa      | Wim van de Meulenhof |          |
| 7      | 9. maj | Novo mesto – Novo mesto           | 160 km   |            | ravninska etapa   | Milan Eržen          |          |
| Skupaj | Skupaj | 905,5 km                          | 905,5 km | 905,5 km   | 905,5 km          | 905,5 km             | 905,5 km |

## Potek dirke
3. maj 1993 (Prolog)
Na 5 km dolgem prologu je bil najhitrejši Gorazd Štangelj (povprečje 50 km/h), drugi je bil Pintarič in tretji Hvastija. 
Štangelj je s tem prevzel skupno vodstvo in oblekel rumeno majico.
4. maj 1993 (1. etapa)
Najdaljšo etapo od Otočca do Celja je zmagal v manjši skupini Robert Pintarič, ki je zaradi časovnih bonusov, oblekel rumeno majico vodilnega. 
5. maj 1993 (2. etapa)
V dežju je v šprintu glavnine zmagal Boštjan Mervar, drugi je bil Rob Sienders in tretji Branislav Karabinos (Slovaška).
6. maj 1993 (3. etapa in 4. etapa)
Dopoldne je bil na sporedu ekipni kronometer, s štartom pred občinsko stavbo v Krškem. Popoldne je sledila 83 km krožna etapa s štartom in ciljem v Čateških Toplicah, z dvema letečima ciljema (Brežice, Bizeljsko) in gorskim ciljem (Železno). 
Ekipni kronometer, ki ni štel za posamične uvrstitve, je po pričakovanjih dobila Slovenija 1, drugi so bili Italija 2 (La Campagna), ki je zaostala za minuto. V drugem delu je zmagal v šprintu Rob Sienders (Nizozemska), na drugem in tretjema pa Eržen in Mervar. Skupno vodstvo ohranil Pintarič.
7. maj 1993 (5. etapa)
170 km dolga etapa s štartom v Otočecu in nadaljevala čez Vahto v Metliko-Črnomelj-Dvor-Kočevje-Velike Lašče-Ljubljana. Trije leteči cilji (Metlika, Črnomelj, Ribnica) in gorski cilj (Brezovica).
V etapi je prevladala zmedenost med slo. direktorji in trenerji (klubski interesi). Martin Hvastija je narekoval tempo dve tretjini etape in ter prevzel skupno vodstvo, v glavnini pa so ga lovili, in ne branili rumene majice. Etapo zmagal Mirko Crepaldi (Italija 2).
8. maj 1993 (6. etapa)
Kraljevska etapa od Ajdovščine je začela s pobegom (Ugrenovič, Eržen, Borislav Cenov), ki so si nabrali 6 minut prednosti, a so jih do vzpona na Vršič ujeli. Na klancu je bil najhitrejši Srečko Glivar, ki je prišel na vrh z minuto prednosti. Na spustu v Kranjsko Goro sta ga ujela Premužič in Wim van de Meulenhof, ki je oba za zmago odšprintal.
9. maj 1993 (7. etapa)
Trasa s štartom in ciljem v Novem mestu skozi Otočec, Orehovico in Ratež.
V zadnji etapi je šprint dobil Milan Eržen, slovenska reprezentanca pa ohranila rumeno majico.

## Razvrstitev vodilnih
| Etapa          | Zmagovalec           | Skupno          | Po točkah      | Gorski cilji    | Mladi kolesarji | Leteči cilji    | Naj Slovenec | Ekipno      |
| -------------- | -------------------- | --------------- | -------------- | --------------- | --------------- | --------------- | ------------ | ----------- |
| 0              | Gorazd Štangelj      | Gorazd Štangelj | Borut Rovšček  | Martin Hvastija | Boštjan Mervar  | Robert Pintarič | Marko Baloh  | Slovenija 1 |
| 1              | Robert Pintarič      | Robert Pintarič | ni podatka     | G. Pianegonda   | ni podatka      | Boštjan Mervar  | ni podatka   | Slovenija 1 |
| 2              | Boštjan Mervar       | Robert Pintarič | ni podatka     | G. Pianegonda   | ni podatka      | Boštjan Mervar  | ni podatka   | Slovenija 1 |
| 3              | Slovenija 1          | Robert Pintarič | ni podatka     | G. Pianegonda   | ni podatka      | Boštjan Mervar  | ni podatka   | Slovenija 1 |
| 4              | Robert Sienders      | Robert Pintarič | ni podatka     | G. Pianegonda   | ni podatka      | Boštjan Mervar  | ni podatka   | Slovenija 1 |
| 5              | Mirko Crepaldi       | Martin Hvastija | ni podatka     | G. Pianegonda   | ni podatka      | Boštjan Mervar  | ni podatka   | Slovenija 1 |
| 6              | Wim van de Meulenhof | Boris Premužič  | ni podatka     | G. Pianegonda   | ni podatka      | Boštjan Mervar  | ni podatka   | Slovenija 1 |
| 7              | Milan Eržen          | Boris Premužič  | Boštjan Mervar | G. Pianegonda   | Gorazd Štangelj | Boštjan Mervar  | ni podatka   | Slovenija 1 |
| Končni nosilci | Končni nosilci       | Boris Premužič  | Boštjan Mervar | G. Pianegonda   | Gorazd Štangelj | Boštjan Mervar  | ni podatka   | Slovenija 1 |

## Končna razvrstitev
| Legenda | Legenda                      | Legenda | Legenda                          |
| ------- | ---------------------------- | ------- | -------------------------------- |
|         | Zmagovalec skupnega seštevka |         | Zmagovalec gorskih ciljev        |
|         | Zmagovalec po točkah         |         | Zmagovalec med mladimi kolesarji |
|         | Zmagovalec letečih ciljev    |         | Najboljši slovenski kolesar      |

### Skupno
| Uvr. | Kolesar              | Ekipa         | Čas        |
| ---- | -------------------- | ------------- | ---------- |
| 1.   | Boris Premužič       | Slovenija 1   | 22h 9' 58" |
| 2.   | Srečko Glivar        | Slovenija 2   | + 15"      |
| 3.   | Gorazd Štangelj      | Slovenija 1   | + 51"      |
| 4.   | Wim van de Meulenhof |               | + 1' 00"   |
| 5.   | Robert Pintarič      | Slovenija 1   | + 1' 09"   |
| 6.   | Bolzan               |               | + 1' 51"   |
| 7.   | Iztok Melanšek       | Krka - Petrol | + 1' 58"   |
| 8.   | Martin Slaník        | Češka         | + 1' 58"   |
| 9.   | Martin Hvastija      | Slovenija 2   | + 2' 17"   |
| 10.  | Sandi Papež          | Slovenija 1   | + 2' 50"   |

### Po točkah
| Uvr. | Kolesar              | Ekipa         | Točke |
| ---- | -------------------- | ------------- | ----- |
| 1    | Boštjan Mervar       | Slovenija 2   | 61    |
| 2    | Milan Eržen          | Krka - Petrol | 58    |
| 3    | Bogdan Fink          | Slovenija 1   | 52    |
| 4    | Martin Hvastija      | Slovenija 2   | 51    |
| 5    | Wim van de Meulenhof |               | 48    |

### Gorski cilji
| Uvr. | Kolesar             | Ekipa       | Točke |
| ---- | ------------------- | ----------- | ----- |
| 1.   | Gianluca Pianegonda |             | 21    |
| 2.   | Boris Premužič      | Slovenija 1 | 14    |
| 3.   | Robert Pintarič     | Slovenija 1 | 13    |
| 4.   | Srečko Glivar       | Slovenija 2 | 13    |
| 5.   | Gorazd Štangelj     | Slovenija 1 | 13    |

### Mladi kolesarji
| Uvr. | Kolesar         | Ekipa       | Čas         |
| ---- | --------------- | ----------- | ----------- |
| 1    | Gorazd Štangelj | Slovenija 1 | 22h 10' 49" |
| 2    | Sergej Aoutko   | Belorusija  |             |
| 3    | Boštjan Mervar  | Slovenija 2 | + 7' 52"    |
| 4    | Kotal           | Češka       |             |
| 5    | Kot             | Poljska     |             |

### Leteči cilji
| Uvr. | Kolesar         | Ekipa         | Točke |
| ---- | --------------- | ------------- | ----- |
| 1.   | Boštjan Mervar  | Slovenija 2   | 20    |
| 2.   | Milan Eržen     | Krka - Petrol | 14    |
| 3.   | Gregor Puš      | Krka - Petrol | 11    |
| 4.   | Martin Hvastija | Slovenija 2   | 7     |
| 5.   | Brane Ugrenovič | Slovenija 2   | 6     |

### Ekipno
| Uvr. | Ekipa         | Čas         |
| ---- | ------------- | ----------- |
| 1.   | Slovenija 1   | 67h 10′ 43″ |
| 2.   | Slovenija 2   | + 09′ 03″   |
| 3.   | Trevigiani    | + 21′ 04″   |
| 4.   | Češka         | + 22′ 11″   |
| 5.   | Belorusija    | + 23′ 09″   |
| ...  | ...           | ...         |
| 8.   | Krka - Petrol | + 31′ 14″   |